# 馬爾馬拉大學

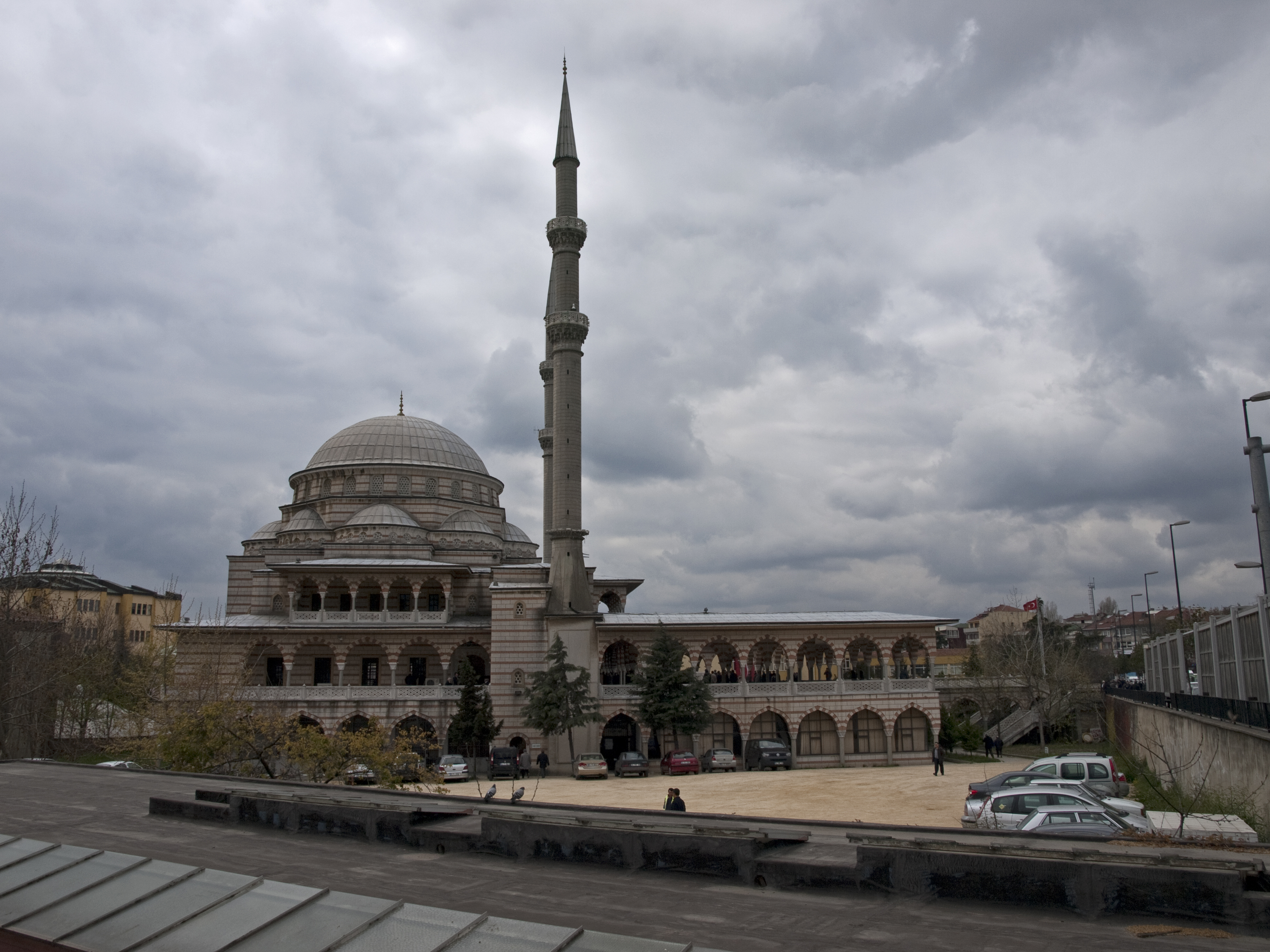
神學院

馬爾馬拉大學（土耳其語：Marmara Üniversitesi）是土耳其伊斯坦堡的公立大學，得名自馬爾馬拉海，於1982年正式成立，其前身為1883年成立的一所商學院。此大學有13個校區，共包括11座研究所、8座學院與28座研究中心，以土耳其語、英語、德語、法語與阿拉伯語等五種語言授課，為土耳其唯一一所多語授課的大學。
土耳其總統雷傑普·塔伊普·艾爾多安在自傳與官方網站中表示自己於1981年畢業於馬爾馬拉大學經濟與商業學院，但因馬爾馬拉大學於1982年才改為現名，其學歷真實性受到質疑。